# کازاکی
کازاکی (به انگلیسی: Kazaky) (همچنین مشهور به پسران در پاشنه (انگلیسی: The Boys In Heels)) گروه رقص پسرانه اکراینی هست. کازاکی توسط طراح رقص اکراینی Oleg Zhezhel به دور هم جمع آمده ولی قبل از آن با یکدیگر رابطه دوستی داشتند.

کازاکی با پوشیدن کفش‌های پاشنه بلند و لباس‌هایی به سبک مدرن توجه مردم را به خود جلب کرد. نام اولین ترانه آن‌ها (به انگلیسی: In The Middle) بوده و با پخش آن در شبکه اینترنتی یوتیوب به شهرت رسید.

## نام گروه
کازاکی در زبان اوکراینی اشاره دارد به قوم کازاک.

## پس زمینه
کازاکی ۴ عضو فعال دارد:
- Oleg Zhezhel
- Artur Gaspar
- Kyryll Fedorenko
- Francesco Borgato

آنها با ترانه اول خود یعنی "In The Middle" موفق به کسب جایزه "Breakthrough of the Year" در Myway Dance Awards 2010 شدند.

این گروه همچنین توسط مجله‌های مشهور جهان مانند DNA Magazine (مجله استرالیایی برای همجنسگرایان), L'Officiel (مجله مد فرانسوی), BillBoard (مجله آمریکایی موسیقی) و … مصاحبه شده‌است.

در ماه جوئن ۲۰۱۱ کازاکی در مد مردانه DSquared برای تابستان ۲۰۱۱/۲۰۱۲ اجرا کرد.
در ۱۶ ژوئیه ۲۰۱۱ در شهر نیویورک برای اولین بار ترانه "I'm Just A Dancer" رو در کلاب "Club 57" اجرا کردند.
در ۸ اوت ۲۰۱۱ فراسسکو بورگاتو جایگزین یکی از اعضا به نام استاس پاولو (Stas Pavlov) شد.
آنها در موزیک ویدئو (به انگلیسی: Girl Gone Wild) به عنوان رقصنده استخدام شده بودند.

## مد و فشن
کازاکی همواره به دلیل حرکات تحریک آمیز و رقص با کفش‌های پاشنه بلند مشهور بوده. Anna Osmekhina بعد از همکاری با کازاکی در موزیک ویدئو "عشق" (به انگلیسی: Love) به عنوان طراح آن‌ها استخدام شد. کفش‌های کازاکی همگی ۵٫۵ اینچ هستند که به صورتی طراحی شده‌اند که در هنگام رقصیدن در آن‌ها راحت باشند.
استایل و مد کازاکی به مدهای لیدی گاگا در سال‌های اخیر شباهت زیادی دارد.

## دیسکوگرافی

### آلبوم چند آهنگه

#### In The Middle (در وسط)
1. In The Middle
2. In The Middle (ویرایش رادیویی)
3. Love
4. Love (ویرایش رادیویی)

#### Dance For Change (برقص برای عوض شدن)
1. Dance For Change
2. Time

### تک‌آهنگ‌ها
- ۲۰۱۱ In the Middle
- ۲۰۱۱ Love
- ۲۰۱۱ I'm Just A Dancer
- ۲۰۱۲ Dance And Change
- ۲۰۱۲ Stop The Network Now
- ۲۰۱۲ I Can't Stop
- ۲۰۱۲ Barcelona
- ۲۰۱۳ Crazy Law